# Folke Palander
Adolf Karl Folke Adolfsson Palander, född 17 mars 1835 i Karlskrona amiralitetsförsamling, Blekinge län, död 21 oktober 1876 i Nättraby församling, Blekinge län, var en svensk sjömilitär och riksdagsman.
Palander var kapten vid flottan. Som riksdagsman var han ledamot av andra kammaren 1870–1872, invald i Karlskrona stads valkrets.